# De oude Hildebrand
De oude Hildebrand is een sprookje uit Kinder- und Hausmärchen, de verzameling van de gebroeders Grimm, met als nummer KHM95. De oorspronkelijke naam is Der alte Hildebrand.

## Het verhaal
De pastoor heeft een oogje op een boerin en raadt haar aan om te doen alsof ze ziek is vanaf woensdag. De pastoor zal dan in zijn preek op zondag vertellen dat degene met een ziek familielid op bedevaart moet gaan naar de Hanenberg in het Waalland. Daar kun je voor een stuiver een zak met laurierbladeren krijgen en dit zal de zieke genezen. De boerin doet alsof ze ziek is en haar man probeert van alles om haar te helpen. Op zondag zegt ze dat ze het niet lang meer zal maken en wil nog eenmaal naar de preek in de kerk, maar haar man zegt dat ze te zwak is. Hij gaat zelf en krijgt na de mis een laurierzak en een stuiver van de pastoor. De boer gaat op bedevaart en de boerin komt uit bed, waarna de pastoor bij haar komt. De boer loopt zo snel als hij kan om bij de Hanenberg te komen en komt onderweg zijn neef, die eierboer is, tegen die terugkomt van de markt.
De eierboer zegt dat hij niets moet geloven van het verhaal van de pastoor, die alleen een dag met zijn vrouw wil doorbrengen. De boer gaat in de eiermand van zijn neef zitten en wordt naar zijn eigen huis gedragen. Het is een vrolijke boel op het erf, de boerin heeft bijna alles geslacht en heeft pannenkoeken gebakken. De pastoor heeft zijn viool meegebracht. De eierboer vraagt of hij kan overnachten, omdat hij niet al zijn eieren heeft verkocht en de mand zo zwaar is. Hij gaat op de haardbank zitten en de pastoor en boerin zingen over de boer, waarvan ze hopen dat hij niet snel terug zal komen. Dan begint neef Hildebrand ook te zingen en de boer zingt uit de mand en ranselt de geestelijke het huis uit.

## Achtergronden bij het verhaal
- Het sprookje komt uit Oostenrijk en was opgetekend in dialect.
- Het sprookje is waarschijnlijk ontstaan in Frankrijk en is via Nederland naar het oosten van Europa gekomen. Het verhaal komt voor in een klucht uit de vijftiende eeuw in Nederland en op een schilderij van Pieter Balten uit de zestiende eeuw.
- Het Waalland, zie Waal (Beieren). In varianten moet de boer op bedevaart naar de Göckerliberg.
- In enkele varianten heet de boer Ofenbrand, omdat hij op de haardbank ligt te luisteren.
- Het thema van de vrouw en pastoor komt ook voor in Het boerke (KHM61).
- Vergelijk ook De bruiloft van vrouw Vos (KHM38).
- In De levende himphamp valt een heer op de vrouw van de smid.